# Dərəkənd (Qobustan)
Dərəkənd è un comune dell'Azerbaigian situato nel distretto di Qobustan. Conta una popolazione di 378 abitanti.